# Artemisia montana
Artemisia montana là một loài thực vật có hoa trong họ Cúc. Loài này được (Nakai) Pamp. mô tả khoa học đầu tiên năm 1930.